# 평저선

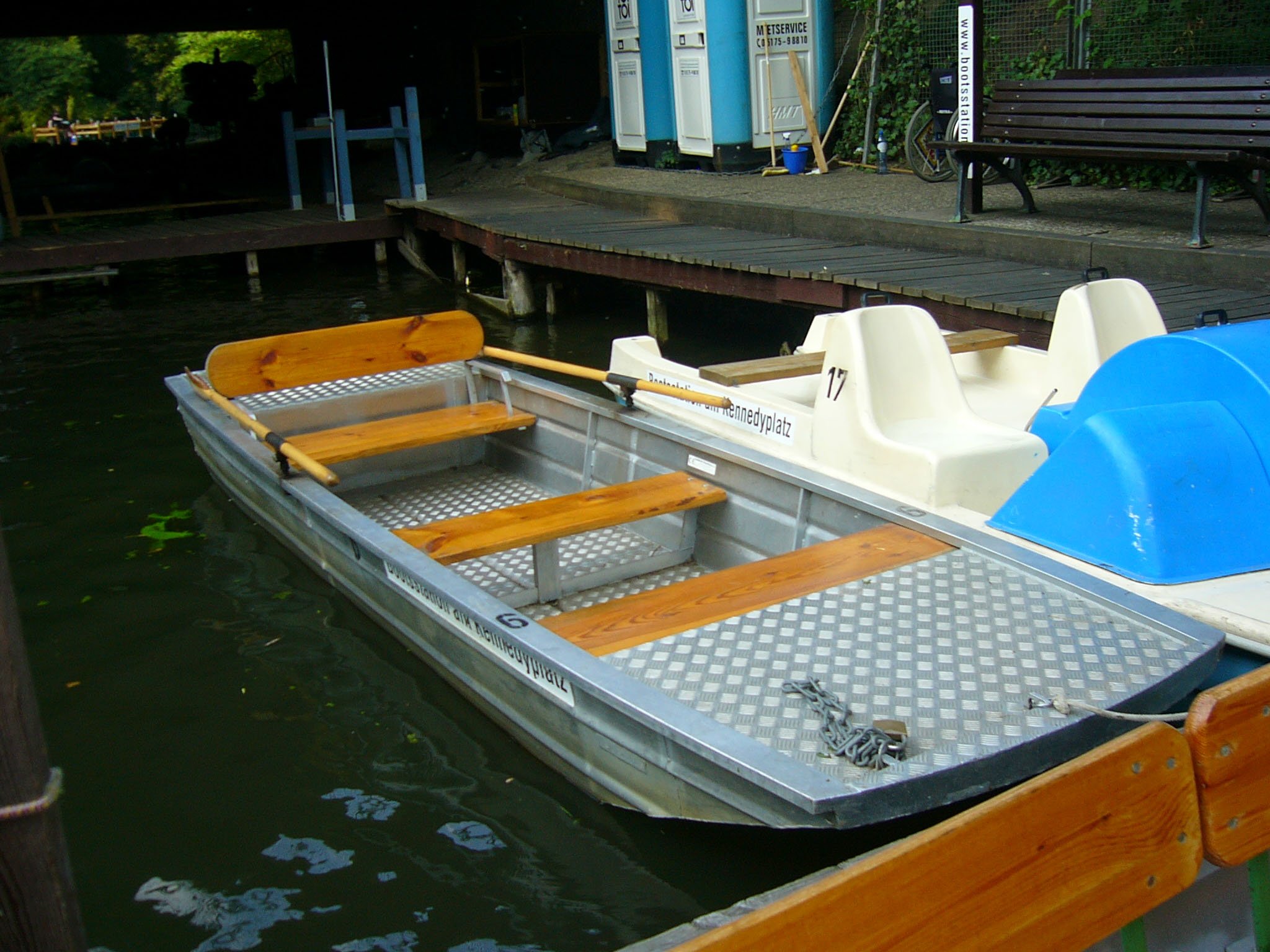

평저선(平底船)은 배 밑에 평탄한 저판(底板)을 깐 평탄한 구조의 선박으로서 우리 나라의 전통선인 재래식 선박은 이러한 특징을 보인다.

## 개요와 특징
우리의 전통선은 배 밑에 평탄한 저판(底板)을 깐 평탄한 구조의 선박으로서 바닥이 평평한 평저선인데 이 바닥 판재들은 긴 나무못인 장삭으로 연결되고 개삭된다. 이는 거꾸로 보면 장삭으로 개삭을 용이하게 하기 위해서는 선체가 뾰족한 것보다 평평한 것이 수월하기 때문인데, 반면 이러한 평저선은 바닥이 평저한 덕분에 흘수가 얕아져 빠른 선회 기동은 가능하지만 물 위에 높이 솟아 있어 풍랑에 약해 전복되기 쉬운 단점도 있다.  또 선수부가 개삭의 용이를 위해서 평면이거나 곡면이라 저항을 많이 받아 속력이 느린 단점도 있고 공기(工期)가 너무 짧아 쇠못으로 건조된 배보다 수명이 짧다는 견해도 있으나
 쇠못을 사용한 경우보다 배의 수명이 길다는 내용이 있다. 경국대전에는 배의 수리 연한과 수명을 규정하고 있는데, 나무못을 사용한 배는 수명을 20년으로 한다. 쇠못은 빼낼 수 없어 판자가 썩어도 그냥 방치 할 수 밖에 없지만, 나무못은 판자에서 빼낼 수 있다. 따라서 배의 분해와 조립이 가능하므로, 배를 건조한 후 8년과 14년이 지나면 배를 수리하도록 경국대전에서 규정하고 있다.

 당시에 쇠못을 사용하여 제대로 배를 건조할 경우 수명이 20년이지만 대부분 견고하게 만들어지지 못해 수명을 채우지 못했다. 이런 이유와 함께 우리나라 근해의 실정에 적합하지 않다는 이유로 조선 시대는 평저선구조(平底船構造)로 일관한다.
한편 이러한 평저선의 특징을 지닌 판옥선은 임진왜란과 정유재란 당시, 일본 수군의 첨저선에 비해 넏상대기인 우위를 보였다.

## 같이 보기
- 거북선
- 검선
- 맹선
- 비거도
- 창선
- 윤선
- 첨저선
- 판옥선